# 髄

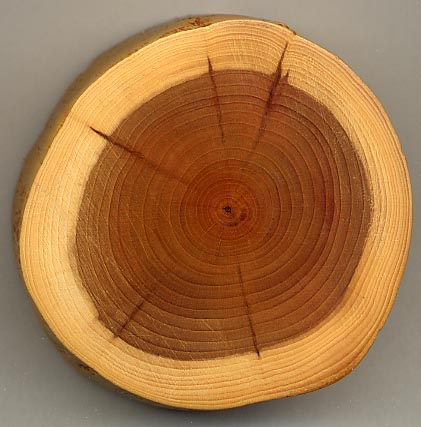
イチイ科の木の切断面。中心の暗い円状部分（直径約 1mm）が髄である。

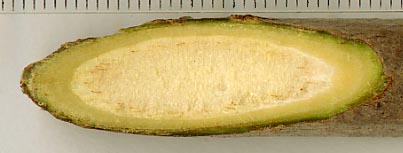
ニワトコの大きく硬い髄（粗い目の白い部分）、その外側の木部（滑らかな薄黄色の部分）が見られるよう、斜め方向に切断したところ。目盛りは mm。

髄（ずい）は維管束植物に見られる構成要素である。これは柔らかい海綿状柔細胞からなり、（草本・木本を問わず）真正双子葉類の茎の中心、および単子葉植物の根の中心に位置する。木部（木質組織）によって輪状に囲まれ、さらにその外は師部（樹皮組織）によって囲まれる。植物によっては硬質な髄を持つものもあるが、殆どの植物では軟質である。クルミなど二、三の植物の髄は、多数の小さな空洞からなる独特な仕切構造を持つ。
"pith" という英語は古英語の piþa から来ている。これは「構成要素」という意味で、中世オランダ語で果物のくぼみを意味する pit と同源である。Katsouris と Counsell (2009) は髄について多くの優れた著作を出している。
髄の直径は、硬質な髄ならば約 0.5mm から 6-8mm である。新しい若枝のまさに成長中の髄は、一般に白か薄茶色であり、通常は年を経て黒ずんでくる。（高木・低木を問わず）樹木の場合、髄は順に年輪で囲まれてゆく。これは殆ど目立たない場合もあるが、常に樹幹や枝の中心で見られる。
髄の外縁で他の部分と異なる細胞が発達する植物もある。この細胞層を髄冠 (perimedullary region) と呼ぶ。この種の植物の例としてはセイヨウキヅタが挙げられる。
マメ科およびその近縁の植物の髄は、ピスヘルメットの材料として使われる。
サゴヤシのようないくつかの植物の髄は、人間の食用になる。